# Staatenverbund
Der Begriff Staatenverbund ist ein Neologismus für ein Mehrebenensystem, in welchem die Staaten enger zusammenarbeiten als in einem Staatenbund, jedoch im Gegensatz zu einem Bundesstaat die staatliche Souveränität behalten. Die Bezeichnung wird in Deutschland zur Beschreibung der Europäischen Union im Sinne von „die gemeinsam handelnden Mitgliedsstaaten“ gebraucht und hat keine Entsprechung in anderen Sprachen.

## Ursprung und ursprüngliche Bedeutung
Geprägt wurde der Begriff 1992 von Paul Kirchhof, der ihn aber nicht als Rechtsterminus verwendete. Durch sein damaliges Amt als Richter des Bundesverfassungsgerichts fand die Bezeichnung 1993 Eingang in die deutsche Rechtsprechung zum Vertrag von Maastricht (siehe Maastricht-Urteil).

## Umdeutung zu einem Rechtsterminus
In der Folgezeit wurde der Begriff in der Rechts- und Politikwissenschaft aufgegriffen und – meist aus unbewusster Verkennung seiner ursprünglichen (Nicht-)Bedeutung, seltener aus bewusster Neudefinition – zu einer eigenständig neben bzw. zwischen Staatenbund und Bundesstaat stehenden Kategorie umgedeutet.
In der Entscheidung des Bundesverfassungsgerichts zum Vertrag von Lissabon vom Juni 2009 (Lissabon-Urteil) wurde der Begriff des Staatenverbundes dann auch von höchstrichterlicher Seite definiert. Danach erfasst der Begriff eine enge, auf Dauer angelegte Verbindung souverän bleibender Staaten, die auf vertraglicher Grundlage öffentliche Gewalt ausübt, deren Grundordnung jedoch allein der Verfügung der Mitgliedstaaten unterliegt und in der die Völker – das heißt die staatsangehörigen Bürger – der Mitgliedstaaten die Subjekte demokratischer Legitimation bleiben.
Ein Staatenverbund ist somit eine supranationale Institution, die in bestimmten Bereichen Hoheitsakte durchführen kann (also z. B. Gesetze erlassen oder Recht sprechen), jedoch nicht die Kompetenz-Kompetenz besitzt, diese Bereiche selbst festzulegen. In der Europäischen Union (EU) ist dies durch das Prinzip der begrenzten Einzelermächtigung verwirklicht, nach dem die Organe der EU nur dann Rechtsnormen erlassen dürfen, wenn sie durch die EU-Verträge, das sogenannte primäre Europarecht, dazu explizit ermächtigt sind. Die EU-Verträge wiederum können nur durch die souveränen EU-Mitgliedstaaten geschlossen und verändert werden, wobei jeweils eine Ratifizierung nach den Modalitäten notwendig ist, die im nationalen Verfassungsrecht vorgesehen sind.